# Dornier Do 31
Dornier Do 31 — экспериментальный реактивный транспортный СВВП, созданный в ФРГ предприятием Dornier. Разрабатывался по заказу военного ведомства в качестве тактического транспортного самолёта.

## Разработка и конструкция самолёта
Самолёт нормальной аэродинамической схемы, выполнен по схеме высокоплана, оснащён подъёмными и маршевыми двигателями. Первоначальная концепция предусматривала установку двух турбовентиляторных двигателей Bristol Pegasus в каждой из двух внутренних мотогондол и четырёх подъёмных двигателей Rolls-Royce RB162 в двух внешних мотогондолах. Затем планировалось установка более мощных двигателей RB153.
В ходе испытаний было построено 3 прототипа. Последний из них, самолёт с индексом E3, оснащённый полным комплектом подъёмных и маршевых двигателей (всего 10), совершил первый вертикальный взлёт и висение 22 ноября 1967, полёт с горизонтальными перемещениями — в декабре 1967 г.

## Испытания, эксплуатация и прекращение программы
Самолёт Do 31 установил несколько мировых рекордов ФАИ в классе СВВП во время перелёта на Парижский Авиасалон в 1969 г. Этот самолёт был (и остаётся по настоящее время) единственным из когда-либо построенных реактивных транспортных СВВП. 
Программа его испытаний была прекращена в апреле 1970 года (последний полёт состоялся 4 мая 1970 года в Ганновере). Одними из технических причин прекращения программы можно назвать относительно невысокую скорость, дальность и грузоподъёмность машины в сравненнии с транспортными самолётами традиционной схемы (в частности, скорость снижалась из-за высокого аэродинамического сопротивления мотогондол подъёмных двигателей), а также в целом назревшее в политических, военных и конструкторских кругах разочарование в самой концепции СВВП.

## Сохранившиеся экземпляры
- Dornier Do 31 E1, D-9530, находится в музее Dornier Museum в городе Фридрихсхафене.
- Dornier Do 31 E3, D-9531, находится в статической экспозиции в музее Deutsches Museum в г. Schleissheim около Мюнхена.

## Лётно-технические характеристики
- Экипаж: 2 чел.
- Вместимость: 36 солдат или 24 раненых на носилках
- Длина: 20,53 м
- Размах крыла: 18 м
- Высота: 8,53 м
- Полный вес: 22 453 кг
- Максимальный взлётный вес: 27 422 кг
- Силовая установка:
  - 2 подъемно-маршевых турбовентиляторных двигателя Rolls Royce Pegasus BE.53/2 тягой по 6940 кгс.
  - 8 подъёмных турбореактивных двигателей Rolls Royce RB162-4D тягой по 1940 кгс в мотогондолах на консолях крыла.

## Лётные данные
- Максимальная скорость: 730 км/ч
- Крейсерская скорость: 650 км/ч
- Дальность: 1800 км